# 에드문트 슐링크
에드문트 슐링크(독일어: Edmund Schlink, 1903년 3월 3일 ~ 1984년 5월 20일)는 독일계 루터교 목사이자 신학자였다. 1946년부터 1971년 은퇴까지 그는 하이델베르크 대학교에서 교의와 에큐메니칼 신학 교수로 재직하였다.

## 생애
슐링크는 그의 아버지  빌헬름 슐링크가 역학 및 항공학 교수를 했던 지역인 다름슈타트에서 태어났다. 그의 어머니 엘라의 가족은 헤룬후트 경건주의의 영향을 받았다. 그의 유일한 친 자매 인 그의 여동생 클아라 (1904-2001)는 나중에 자신을 무터 바질레아 슐링크(Mutter Basilea Schlink) 라고 불렀으며 인기있는 종교 작가이자 지도자가 되었다. 에드문트 슐링크는 다름슈타트 공립학교에 다녔다. 1922년에 그는 튀빙겐 대학에서 수학, 철학, 심리학, 물리학 및 기타 자연 과학을 공부했다. 그는 뮌헨, 킬, 비엔나, 마르부르크 대학에 다녔다. 그는 그의 첫 번째 박사 학위를 마쳤다. 1927년 마르부르크에서 논문 (종교 심리학)이다. 이 논문은 종교적 개종을 겪는 사람들과 임상적 우울증을 앓고있는 사람들의 성격 변화를 탐구한 것이다. 전년도 (1926)에 그가 신앙의 위기를 겪은 후 종교 회심을 체험하였다. 이 체험의 결과로 뮌스터 대학교에서  신학으로 바꿨다. 그곳에서 카를 바르트의 지도에 따라 그의 두 번째 논문 (자연 신학의 문제에 관한)을 썼다. 그는 Buchschlag와 Sprendlingen에 있는 교회의 부목사로 봉사했으며 1932년 가을에는 다름슈타트 공과 대학의 캠퍼스 목사가 되었다. 1934년에 그는 그의 세 번째 논문 인 박사 후 신학 논문 (Habilitationsschrift )을 완성했으며, 이는 기센 대학교에서 승인되었다. 신학적 인류학에 관한 박사논문은 교회 설교에서 인간을 어떻게 이해할지를 연구한 것이다.
고백교회의 회원으로서 그는 바르멘 선언을 지지했다. 그는 나중에 일치신조의 몇 가지 주요 가르침, 특히 율법과 복음의 구별에 호의적으로 비추어 해석했다. 독일 기독교인 ( Deutsche Christen )에 대한 공개적인 비판의 결과로  게슈타포의 압력 때문에 그는 기센 대학교에서 그의 교수직에서 제외되었다. 1935년에서 1939년 사이에 그는 빌레펠트 근처에 있는 베델에 있는 신학교에서 가르쳤다 (베델 재단 참조). 게슈타포가 그의 말하기와 대중 운동을 1939년에 그 신학교를 폐쇄하였다. 그가 헤세와 베스트 팔렌에 있는 고백 회중들에게 다양한 목사의 역할을 시작했다. 여기에는 도르트문트의 Marienkirche와 St. Reinoldikirche, 그리고 결국 Bielefeld의 Neustädter Marienkirche가 포함되었다. 1943년과 1944년에 그는 2 주 동안 매달 스트라스부르로 가서 그곳에서 신학생들에게 실천신학을 가르쳤다. 1945년 그는 베스트팔리아 복음주의 교회를 위한 조스트에 있는 설교자 신학교의 책임자가 되었다. 그곳에서 1년 만에 그는 하이델베르그 대학에서 교의와 에큐메니칼 신학 교수로 부름 받았다. 그는 1971년 은퇴 할 때까지이 교수진의 일원으로 남았다.
그는 두 번 결혼했다. 그의 첫 번째 부인인 Elisabeth Winkelmann은 1936년에 두 딸과 함께 사망했다. 그는 1938년에 두 번째 부인 인 Irmgard Oswald (1914-2006)와 결혼했다. 그들은 두 아들은 미술사 학자인 Wilhelm Schlink (d. 2018)와 변호사이자 소설가인 베른하르트 슐링크가 있다. Schlink의 딸 Dorothea (d. 2019)는 Klaus Engelhardt의 Baden에 있는 개신교 교회의 전 주교의 아내였으며, 독일 복음주의 교회 평의회 의장이었다.

## 신학 및 에큐메니컬 활동
1946년 하이델베르크에 도착한 직후 그는 독일 대학에서 최초로 에큐메니칼 연구소를 설립했다. 같은 해에 그는 독일에서 루터교와 로마 카톨릭 신학자 간의 최초의 양자 대화를 시작하는 것을 도왔다. 개신교와 가톨릭 신학자로 구성된이 에큐메니칼 워킹 그룹은 역사상 가장 오래 지속되는 대화이다. 루터교 세계 연맹 워킹 그룹은 루터교 세계 연맹 과 로마 가톨릭 교회 간의 일치 운동 관계를 개선하는 데 도움을,주었다. 기독교인 간의 대화를 장려하는 것 외에도 Schlink는 신학자와 과학자 간의 학제 간 토론을 지원했다. 1953-54 학년도에 하이델베르그 대학의 총장으로 선출 된 Schlink의 총장의 연설은 저널 Kerygma und Dogma의 창간호의 첫 에세이였다. 수년 동안 그는이 저널의 편집자로 일했다. 1955년부터 그의 죽기 전까지 그는 또 다른 중요한 신학 저널 인 Ökumenische Rundschau를 편집하는 것을 도왔다.
그는 세계 교회 협의회 (WCC)에 매우 관여하였다. 그는 신앙과 직제 위원회 의 주요 인물로 봉사했다. 그는 암스테르담에서 열린 WCC (1948)의 첫 번째 총회와 Evanston (1954), New Delhi (1961), Uppsala (1968)의 총회에서 대표였다. 두 번째 회의에서 그는 첫 번째 기조 연설인 "그리스도-세상을 위한 희망"을 전달했다. 동방 정교회 신학자들과의 에큐메니칼 작업을 통해 Schlink는 1961년에 러시아 정교회를 WCC로 참여하게 하였다.
1962년과 1965년 사이에 그는 제2차 바티칸 공의회에서 독일 복음주의 교회의 공식 대표였다. 위원회의 첫 번째 회의가 시작될 때 그는 공식적으로 비 가톨릭 업소버들에 의해 공식 대변인 중 한 명으로 선출되었다. 아우구스틴 베아 추기경이 첫 번째 세션이 시작될 때 이러한 비 가톨릭 관찰자들을 위한 공식 리셉션을 주최했을 때 Schlink는 모든 관찰자들을 대신하여 공식적인 응답을 제공하도록 선택되었다. 전체 의회에 대한 그의 책인 After the Council 은 비 가톨릭 작가가 출판 한 최초의 책 중 하나이다.
그의 기독교 세례에 대한 연구는 WCC의 획기적인 문서 인 세례, 성체, 사역 의 주요 자료였다. 로마 카톨릭 신학자 (Heinrich Fries)와 동방 정교회 ( Nikos Nissiotis )의 서문을 포함하고있는 그의 804 쪽 에큐메니칼 교의학 은 "교회 간의 기본적인 교리 적 오해를 극복하고 근본적인 수렴을 확인하기 위해 노력한다. 부서진 그리스도교 국의 가시적인 재결합을 향한 길을 닦으십시오. "
그는 마인츠 대학교 (1947), 에든버러 대학교 (1953), Institute de Théologie Orthodoxe Saint-Serge Paris (1962; St. Sergius Orthodox Theological Institute 참조)에서 명예 박사 학위를 받았다.
그는 자신의 교수직에 있을 때 중요한 신학자가 된 수많은 박사 논문이나 박사 후 논문을 감독했다. 그들 중에는 볼프하르트 판넨베르크가 있다.

## 영어로 된 책
- 빅터가 말한다, 트랜스. 폴 F. 쾨 네케 (세인트 루이스 : 콩코르 디아, 1958)
- 루터교 고백 신학, 트랜스. Paul F. Koehneke와 Herbert JA Bouman (St. Louis : Concordia, 1961, 6 회 재 인쇄)
- 세례 교리, 트랜스. 허버트 JA 부만 (1972) 세인트 루이스 : 콩코르 디아
- 교황의 비전, 트랜스. 유진 스키 베 (미네아폴리스 : 커크 하우스, 2001)
- Edmund Schlink Works (ESW), 5 vols., ed. 매튜 L. 베커, 트랜스. Matthew L. Becker 및 Hans G. Spalteholz (Göttingen : Vandenhoeck & Ruprecht, 2017--; [ESW 1 권 : 재림 그리스도와 교회 전통 (Bk 1) 및 공의회 이후 (Bk 2)])

## 참고 문헌
- - Edmund Schlink, Schriften zu Ökumene und Bekenntnis, 5 vols., ed. Klaus Engelhardt et al. (Göttingen: Vandenhoeck & Ruprecht, 2004-2010; the ET of these volumes is ESW, see above)
  - Eugene M. Skibbe, A Quiet Reformer: An Introduction to Edmund Schlink's Life and Ecumenical Theology, (Minneapolis: Kirk House, 1999)
  - Jochen Eber, Einheit der Kirche als dogmatisches Problem bei Edmund Schlink (Göttingen: Vandenhoeck & Ruprecht, 1993)
  - Gerhard Schwenzer, Die Grossen Taten Gottes und die Kirche: Zur Ekklesiologie Edmund Schlinks (Paderborn: Bonifacius, 1969)
  - Matthew L. Becker, "Edmund Schlink: Ecumenical Theology," in Generous Orthodoxies: Essays on the History and Future of Ecumenical Theology, ed. Paul Silas Peterson, 23-41 (Eugene: Pickwick, 2020)
  - Matthew L. Becker, "Christ in the University: Edmund Schlink’s Vision,” The Cresset 80 (Easter 2017), 12-21
  - Matthew L. Becker, "Edmund Schlink (1903–1984),” in Twentieth-Century Lutheran Theologians, ed. Mark Mattes, 195–222 (Göttingen: Vandenhoeck & Ruprecht, 2013)
  - Matthew L. Becker, "Edmund Schlink on Theological Anthropology, the Law, and the Gospel", Lutheran Quarterly 24 (Summer 2010), 151–82